# La vida soñada de los ángeles
La vida soñada de los ángeles (en francés: La vie rêvée des anges) es una película dramática francesa de 1998 dirigida por Érick Zonca.

## Sinopsis
Isa y Marie se conocen. Isa, sola, abnegada y alegre mientras que Marie es rebelde y agresiva. La vida no trata bien a ninguna de las dos. Isa indaga en el porqué de la vida de Marie y descubre que vive cuidando la casa de familiares fallecidos en un accidente, Sandrine, una menor, única sobreviviente está en coma e Isa la visita frecuentemente. Marie se involucra con un rico de la zona céntrica quien la engaña, pero a quien no puede dejar. El conflicto entre Isa y Marie se incrementa conforme se conocen a fondo. Isa sufrirá dolor por su amiga y por la mala fortuna, además de que la vida de Sandrie, con quien se ha encariñado, pende de un hilo.  Marie, por su parte, sufrirá el desprecio del hombre que ama y a quien no puede dejar de ver. Isa reclama a Marie por su egoísmo y el conflicto las llevará a un desenlace trágico para una y feliz para otra.

## Reparto
- Élodie Bouchez : Isabelle "Isa" Tostin
- Natacha Régnier : Marie Thomas
- Grégoire Colin : Chris
- Patrick Mercado : Charly
- Jo Prestia : Fredo

## Galardones
| Año  | Premio o festival  | Categoría                     | Nominad@                         | Resultado |
| ---- | ------------------ | ----------------------------- | -------------------------------- | --------- |
| 1998 | Festival de Cannes | Palme d'Or                    | Érick Zonca                      | Nominado  |
| 1998 | Festival de Cannes | Mejor interpretación femenina | Élodie Bouchez y Natacha Régnier | Ganadoras |
| 1999 | Premios César      | Mejor película                | Éruck Zonca                      | Ganador   |
| 1999 | Premios César      | Mejor actriz                  | Élodie Bouchez                   | Ganadora  |
| 1999 | Premios César      | Mejor revelación femenina     | Natacha Régnier                  | Ganadora  |
| 1999 | Premios César      | Mejor fotografía              | Agnès Godard                     | Nominada  |
| 1999 | Premios César      | Mejor dirección               | Érick Zonca                      | Nominado  |
| 1999 | Premios César      | Mejor guion                   | Érick Zonca y Roger Bobhot       | Nominados |
| 1999 | Premios César      | Mejor primera película        | Érick Zonca                      | Nominado  |
| 1999 | Premios Lumières   | Mejor película                | Érick Zonca                      | Ganador   |
| 1999 | Premios Lumières   | Mejor dirección               | Érick Zonca                      | Ganador   |
| 1999 | Premios Lumières   | Mejor actriz                  | Élodie Bouchez                   | Ganadora  |